# David DeFeis
David DeFeis (Long Island, 4 gennaio 1961) è un cantante, tastierista, cantautore e produttore musicale statunitense.
È il compositore principale e leader della band heavy metal Virgin Steele.

## Voce e stile musicale
David DeFeis si è formato inizialmente come pianista di matrice classica, con un diploma in composizione alla S.U.N.Y. Stony Brook di New York. Come cantante è autodidatta ed è dotato di un'estensione di tre ottave e mezzo, di grande potenza ed espressione.
Come musicista e cantante, DeFeis ha dichiarato di essere stato molto influenzato da chitarristi come Jimmy Page, Brian May ed Eddie van Halen poiché era intenzionato a fare con la sua voce ciò che questi erano in grado di compiere con le loro chitarre.
A livello prettamente canoro ha subito l'influenza di Freddie Mercury, Robert Plant, David Coverdale, Ronnie James Dio e Ian Gillan.
La maggior parte dei suoi testi sono di stampo mitologico e trattano soprattutto temi legati alla mitologia greca, sumera e cristiana. Come da lui dichiarato, in un modo o nell'altro, sono comunque tutti basati sulla sua esperienza di vita.

## Biografia
David DeFeis proviene da una famiglia con grande esperienza teatrale: suo padre è un attore shakespeariano della compagnia "The Arena Players Theatre" mentre sua sorella Doreen è una quotata cantante d'opera che si esibisce in tutta Europa.
Grande appassionato di musica classica, all'età di 9-10 anni è stato introdotto alla musica rock ascoltando la band amatoriale Stalk, di cui facevano parte il fratello Damon (all'organo e al piano) e l'altra sorella Danae (alla voce), che abitualmente utilizzava il seminterrato sottostante la sua stanza come sala prove.
David iniziò le lezioni di pianoforte all'età di otto anni. Ad undici anni, iniziò la sua carriera formando la band Phoenix con cui mosse i primissimi passi nella scena delle heavy metal band di Long Island.
A 15 anni, David DeFeis incontrò per la prima volta il suo futuro partner: Edward Pursino. Ciò avvenne quando i Mountain Ash, la band in cui militava David allora, stavano facendo un'audizione per partecipare ad un concerto delle scuole superiori. I Mountain Ash erano prevalentemente una cover band dei Black Sabbath e, dopo l'esecuzione del brano War Pigs, Pursino si presentò a DeFeis rimanendo colpito dall'abilità del cantante.
All'inizio degli anni '80 con Jack Starr e Joey Ayvazian, David DeFeis avviò la prima formazione dei Virgin Steele. La band debuttò, nel 1982 con la canzone Children of the Storm inclusa nella compilation U.S. Metal Vol. II.
Nel 1985 Edward Pursino sostituì definitivamente Jack Starr alla chitarra. Nel corso degli anni, durante la loro lunga militanza nei Virgin Steele, DeFeis e Pursino pubblicarono molti classici heavy metal, come gli album: Noble Savage, Invictus, The Marriage of Heaven and Hell - Part One, The Marriage of Heaven and Hell - Part Two.
David DeFeis ha una collezione di spade di oltre venti esemplari. A volte utilizza le sue spade anche in studio di registrazione per creare particolari effetti sonori nelle canzoni dei Virgin Steele, mentre durante i concerti è solito dar loro fuoco.

## Metal Opera e teatro
Tra la fine degli anni '90 e l'inizio del nuovo millennio, David DeFeis ha scritto musica per attori a sfondo teatrale basata sull'Orestea ed i miti greci trattati da Eschilo. In accordo con gli artisti tedeschi Walter Weyers e Martina Krawulsky, la Metal Opera (termine coniato appositamente per descrivere la proposta artistica sulla scia del più famoso Rock Opera), con il nome Klytaimnestra: The House of Atreus (le cui tracce musicali si trovano negli album dei Virgin Steele: The House of Atreus Act I, The House of Atreus Act II), fu messa in scena nei teatri tedeschi dalla compagnia Landestheater Production.
La prima di Klytaimnestra a Memmingen, il 5 giugno 1999, è stato il primo spettacolo di musica teatrale incentrato sull'heavy metal ad essere mai stato realizzato.
Dopo il successo di Klytaimnestra, David DeFeis e la Landestheater Production estrassero una seconda Metal Opera chiamata The Rebels dalla trilogia di dischi The Marriage of Heaven and Hell.
Nel 2003, lo stesso team ha pubblicato una terza Metal Opera: Lilith, basata sul materiale dell'album Visions of Eden successivamente pubblicato in CD dai Virgin Steele nel 2006. A differenza di quanto avvenuto con le due precedenti opere, David DeFeis ha dichiarato: "Non la considero di per sé una Metal Opera. In realtà è la colonna sonora di un film che deve essere ancora girato! E per il martello di Zeus, un giorno farò questo film".

## Produttore
David DeFeis ha il suo personale studio di registrazione chiamato: "The Hammer of Zeus" (a volte noto anche come "The Wrecking Ball Of Thor"). Gli album dei Virgin Steele sono prodotti da David DeFeis stesso.
Da lui sono stati prodotti anche album pubblicati da altri artisti, come ad esempio: No Turning Back! dei Burning Starr (a cui prese parte anche in veste di tastierista), Nightmare Theatre degli Exorcist, Stay Ugly dei Piledriver, The Sign of the Jackal di Damien Thorn, Sin Will Find You Out delle Original Sin.

## Progetti paralleli
- 1986 - David DeFeis non solo produce ma scrive persino l'intero album di debutto Sin Will Find You Out della band femminile Original Sin.[37] Molte canzoni del suddetto album, ri-registrate e da lui ri-cantate, apparvero sulle successive ristampe della discografia dei Virgin Steele come bonus-track.
- 1990 - David DeFeis prende parte ad un progetto musicale blues chiamato Smokestack Lightning con Jack Starr ed il futuro bassista dei Virgin Steele Rob De Martino.[38]
- 1993 - David DeFeis pubblica, con i Virgin Steele, il singolo blues Snakeskin Voodoo Man ispirato a Muddy Waters.
- 1999 - David DeFeis collabora alle tastiere ed ai cori nella canzone Epic, inclusa nel primo album della band newyorkese Immortally Committed.[39]
- 2001 - David DeFeis appare, come special guest, cantando nella traccia The Final Sacrifice inclusa nel primo singolo della band tedesca Avantasia di Tobias Sammet.[40]
- 2002 - David DeFeis entra nella cover band newyorkese Carnival of Souls per alcuni appuntamenti live insieme al batterista degli Exorcist Geoff Fontaine, Edward Pursino e l'attuale bassista dei Virgin Steele Josh Block.[41]
- 2007 - David DeFeis appare nell'EP della band polacca Crystal Viper, nella cover della canzone dei Virgin Steele Blood and Gasoline.[42]
- 2010 - David DeFeis appare nell'album SKYLARK 全部 della band italiana Skylark, cantando la canzone Symbol of Freedom insieme alla loro cantante Kiara Laetitia.[43]
- 2013 - David DeFeis ha co-scritto, co-prodotto e cantato i cori di Victory Is Mine nell'album solista di Kiara Laetitia in uscita il 22 novembre.[44]

## Discografia
- 1982 – Virgin Steele
- 1983 – Guardians of the Flame
- 1983 – A Cry in the Night [EP]
- 1986 – Noble Savage
- 1988 – Age of Consent
- 1993 – Snakeskin Voodoo Man [Singolo]
- 1993 – Life Among the Ruins
- 1994 – The Marriage of Heaven and Hell - Part One
- 1995 – The Marriage of Heaven and Hell - Part Two
- 1998 – Invictus
- 1998 – The House of Atreus Act I
- 2000 – The House of Atreus Act II
- 2000 – Magick Fire Music [EP]
- 2002 – The Book of Burning [Compilation/Best of]
- 2002 – Hymns to Victory [Compilation/Best of]
- 2006 – Visions of Eden
- 2010 – The Black Light Bacchanalia
- 2015 – Nocturnes of Hellfire & Damnation

## Videografia
- 1992 – Tale of the Snakeskin Voodoo Man [VHS]